# Jorge Mendes
Pour les articles homonymes, voir Mendes.
Jorge Manuel Mendes, né le 7 janvier 1966 à Lisbonne, est un homme d'affaires portugais et agent de joueurs et d’entraîneurs du football. 
Mendes possède une fortune évaluée à 100 millions d'euros. Le montant des transferts des joueurs liés à Mendes dépasse le milliard de livres sterling.

## Biographie
Fils d'un ouvrier dans la pétro-chimie, Jorge Mendes grandit à Lisbonne et fréquente le centre de formation du stade de Deportivo Petrogal. À 20 ans, il quitte Lisbonne et s'installe à Viana do Castelo où il anime des soirées en tant que DJ. Il ouvre ensuite un vidéo-club, Samui Vidéo, et réinvestit ses gains dans l'achat de restaurants, bars et discothèques. Il rencontre Nuno Espírito Santo dans l'un de ses établissements, et c'est alors que commence sa carrière dans le football,. 
À travers l'entreprise GestiFute qu'il fonde en 1996, agréée par la FIFA, il gère un important portefeuille de joueurs et d'entraîneurs de football. Sa première signature est Nuno Espírito Santo en 1997. En moins de vingt ans, Mendes est devenu l'agent le plus important dans le monde du football et un personnage quasi incontournable pour qui veut atterrir dans un grand club. Une partie de son portefeuille de joueurs/entraîneurs du FC Porto (José Mourinho, Ricardo Carvalho, Paulo Ferreira, Maniche) est transférée au Chelsea Football Club.
Conseiller de Cristiano Ronaldo, João Félix, James Rodríguez, Angel Di Maria, Radamel Falcao, Faouzi Ghoulam, Rafael Leão ou encore des entraîneurs tels que José Mourinho et Diego Simeone, il reste pourtant un homme nimbé de mystères. On lui prête une influence notable auprès des clubs du Benfica, du FC Porto, du Real Madrid, de Valence, de l'AS Monaco, du LOSC ou encore de Wolverhampton.
Lors du mercato d'été 2014, il a touché des commissions estimées à 32 millions d'euros grâce à la réalisation de cinq des dix transferts les plus chers de la période. Le magazine Forbes estime qu'il a gagné 85 millions d'euros en 2015, puis 68 millions d'euros en 2016 en commissions sur le transfert de joueurs.
Jorge Mendes se marie le 2 août 2015 avec Sandra Barbosa. Ils ont trois enfants. Comme cadeau de mariage, Cristiano Ronaldo a offert à son agent Jorge Mendes une île grecque. En octobre 2016, Cristiano Ronaldo recrute la fille de Jorge Mendes, Marisa Mendes, comme community manager.

## Accusations
En 2012, le journal britannique The Guardian révèle que Mendes détiendrait des participations dans des fonds d'investissement, eux-mêmes propriétaires de droits sur des joueurs, en violation des règlements de la FIFA. Sa société Gestifute a toujours réfuté ces accusations. Mendes a aussi des participations - directement ou via des holdings domiciliés dans des paradis fiscaux - dans des fonds d’investissement collaborant avec des clubs.
Le 2 décembre 2016 est révélée son implication dans le scandale Football Leaks. Il aurait mis en place un système d'évasion fiscale pour plusieurs personnalités du football. À la suite de cette affaire, fin juin 2017, Jorge Mendes est mis en examen par la justice espagnole pour délit fiscal,. Il est en fait accusé d’avoir mis en place un montage d’évasion fiscale passant par plusieurs paradis fiscaux. Plusieurs sociétés écrans et un système de comptes en Irlande, en Suisse, aux îles Vierges britanniques et au Panama ont, semble-t-il, permis à 7 de ses clients de réduire leurs impôts en cachant au fisc 188 millions d’euros de revenus liés à des contrats de sponsoring,. Selon Forbes, Mendes aurait en outre récolté 72,7 millions de dollars de commissions sur des transferts pour la seule année 2016.

## Distinctions
- 2e personnalité la plus influente du monde du football selon ESPN FC (2015)[22]
- Globe Soccer du meilleur agent (2010, 2011, 2012, 2013, 2014, 2015, 2017, 2018, 2019)[23] et en 2020 meilleur agent du siècle (2001-2020)